# 7205 Sadanori
7205 Sadanori è un asteroide della fascia principale. Scoperto nel 1995, presenta un'orbita caratterizzata da un semiasse maggiore pari a 2,6271955 UA e da un'eccentricità di 0,1222545, inclinata di 1,67361° rispetto all'eclittica.